# Wassili Wladimirowitsch Jemelin
Wassili Wladimirowitsch Jemelin (russisch Василий Владимирович Емелин; beim Weltschachverband FIDE Vasily Yemelin; * 1. Februar 1976 in Leningrad) ist ein russischer Schachspieler.

## Werdegang
Die schachlichen Wurzeln Jemelins liegen bei der Schachschule der Leningrader Staatlichen Schdanow-Universität, in der er unter der Leitung von Michail Pukschanski und Wjatscheslaw Osnos trainiert wurde. Außerdem besuchte er Anfang der 1990er-Jahre die renommierte Dworezki-Jussupow-Schule.
Bereits als Jugendlicher konnte Jemelin beachtliche Erfolge auf internationaler Ebene erzielen. Bei der Jugendweltmeisterschaft U14 in Fond du Lac 1990 wurde er hinter Judit Polgár Zweiter. 1993 holte er erneut Silber in der Altersgruppe U18 in Bratislava, diesmal hinter Zoltán Almási.
1993, 2002 und 2011 gewann er die Sankt Petersburger Stadtmeisterschaft. Bei den russischen Einzelmeisterschaften teilte er 1994 den 3.–6. Platz (hinter Pjotr Swidler und Michail Ulybin) und 2002 den 2.–5. Platz (gewonnen von Alexander Lastin). 
1994 vom Weltschachbund zum Großmeister ernannt, stellte Jemelin sein Schachkönnen bei mehreren Turnieren erfolgreich unter Beweis. So gewann er unter anderem ein First Saturday Open (Budapest, 1994), das Wichern-Open (Hamburg, 1999), Keres-Gedenkturniere 2000 und 2008 (Tallinn), das Rijeka-Open (2001) und das Moscow-Open (2007, geteilt mit Jewgeni Najer). Mit der zweiten russischen Auswahl nahm er an den Schacholympiaden 1994 in Moskau und 1998 in Elista teil, wobei sein Team 1994 den dritten Platz belegen konnte.
Vereinsschach spielte er unter anderem in Russland für die Schachföderation Sankt Petersburg, mit der er 2000 und 2001 russischer Mannschaftsmeister wurde, TPS Saransk und Navigator Moskau, in der bosnischen Premijer Liga für Kiseljak, im Libanon für Alriyadi Beirut, in Deutschland für den SC Neukloster, in der tschechischen Extraliga für die Mannschaft von Výstaviště Lysá nad Labem, mit der er 2019 tschechischer Mannschaftsmeister wurde, und in Rumänien für den C.S. Studentesc Medicina Timișoara.